# Platygomphus feae
Platygomphus feae – gatunek ważki z rodziny gadziogłówkowatych (Gomphidae).